# Psilopogon rubricapillus
A Psilopogon rubricapillus a madarak (Aves) osztályának a harkályalakúak (Piciformes) rendjébe, ezen belül a Megalaimidae családjába tartozó faj.

## Rendszerezése
A fajt Johann Friedrich Gmelin német természettudós írta le 1788-ban, a Bucco nembe Bucco rubricapillus néven. Korábban ezt a madarat a ma már elavult Megalaima nembe sorolták, Megalaima rubricapilla név alatt.

## Előfordulása
Srí Lanka területén honos. Természetes élőhelyei a szubtrópusi és trópusi síkvidéki esőerdők és száraz erdők, folyók és patakok környéke, valamint ültetvények, szántóföldek és vidéki kertek. Állandó, nem vonuló faj.

## Megjelenése
Testhossza 17 centiméter, testtömege 32-42 gramm.

## Szaporodása
|  |

## Természetvédelmi helyzete
Az elterjedési területe nagy, egyedszáma ugyan csökken, de még nem éri el a kritikus szintet. A Természetvédelmi Világszövetség Vörös listáján nem fenyegetett fajként szerepel.